# Dgamshi
Dgamshi (en georgiano: დღამში; en abjasio: Дҕамшь) es una aldea que pertenece a la parcialmente reconocida República de Abjasia, dentro del distrito de Ochamchire, aunque de iure es parte del municipio de Ochamchire de la República Autónoma de Abjasia de Georgia.

## Geografía
Dgamshi se encuentra en las dos orillas del río Dgamshi, a 28 km de Ochamchire. Las aldea se administra desde el pueblo de Jgerda.  

## Historia
En 1886, la aldea se incluyó en la comunidad Jgerda con el nombre de Dgamish.  